# Rue Ribotti
Pour les articles homonymes, voir Ribotti.
La rue Ribotti est une voie publique de Nice (Alpes-Maritimes en région Provence-Alpes-Côte d'Azur).

## Situation et accès
Cette rue du quartier de Riquier va de la rue Barla (no 9) au boulevard du Général-Louis-Delfino (no 32).
Le code postal est 06300 pour l’ensemble de la voie.

## Origine du nom
Cette voie porte le nom de la famille Ribotti.

## Historique
La rue Ribotti ne doit pas être confondue avec le quai Amiral-Riboty portant le nom de l’amiral Antoine Auguste Riboty (Puget-Théniers 1816 — 1899 Nice), amiral n’appartenant pas à cette famille Ribotti.

## Bâtiments remarquables et lieux de mémoire
- 4, rue Ribotti[2] : Mairie annexe Port-République
- 9, rue Ribotti[3] : « Lou Bastioun », local de Nissa Rebela
- 36, rue Ribotti : immeuble « Palais Athena »

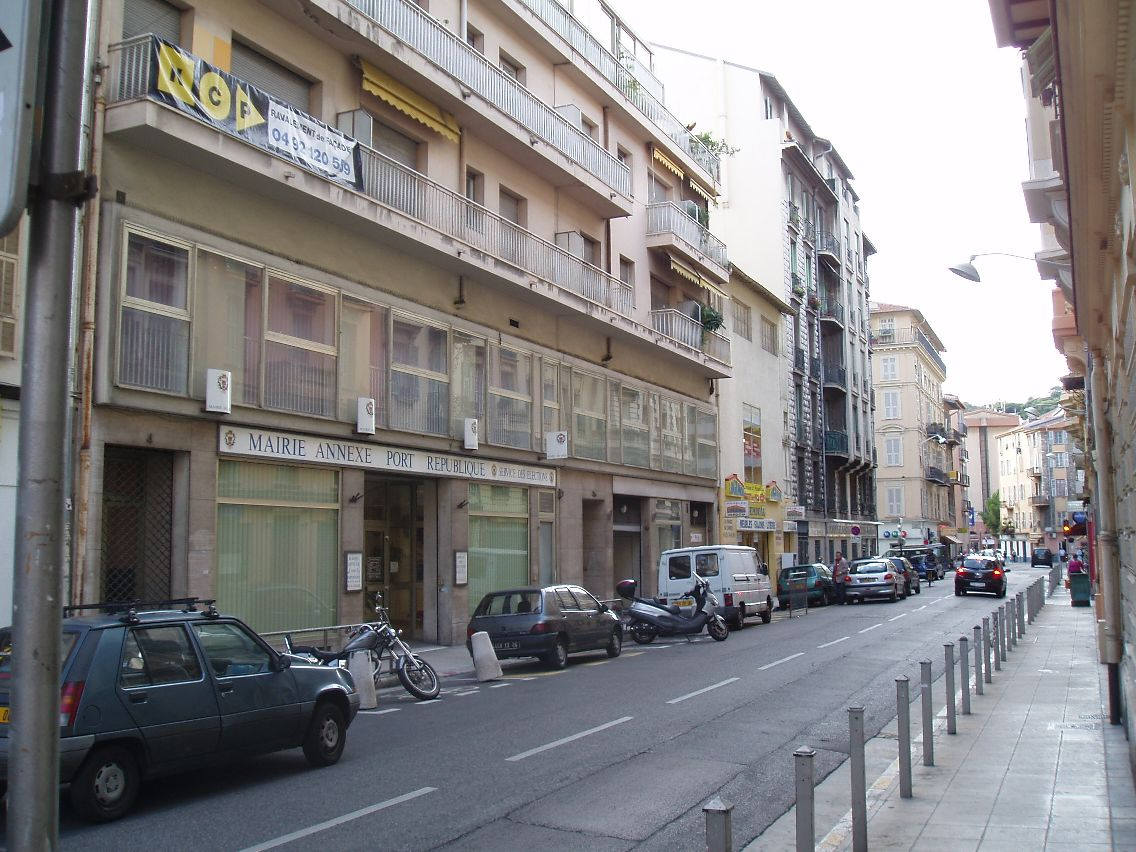
Mairie annexe Port-République (no 4)
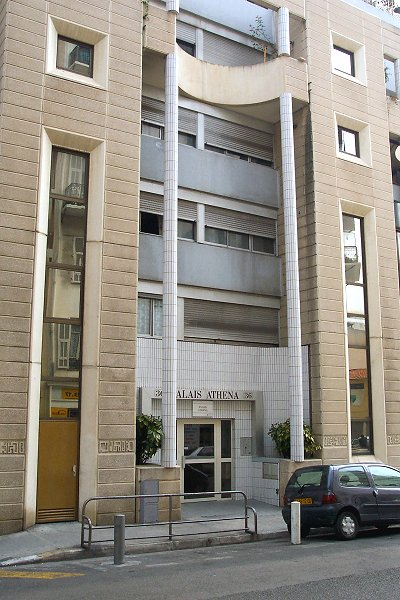
Palais Athena (no 36)